# ZBED6
ZBED6‏ (Zinc finger BED-type containing 6) هوَ بروتين يُشَفر بواسطة جين ZBED6 في الإنسان.